# مجلة التاريخ في إفريقيا
التاريخ في إفريقيا: مجلة للمناقشات والأساليب والإحصائات التحليلية هي مجلة أكاديمية تتم مراجعتها من قِبل الأقران بالمهنة بشكل دوري موضوعها تغطية منهجية التاريخ الأفريقي . تم نشرها بواسطة مطبعة جامعة كامبريدج نيابة عن جمعية الدراسات الأفريقية . جان يانسن هو رئيس التحرير فيها ويعمل في جامعة ليدن .